# Große Scharrenstraße

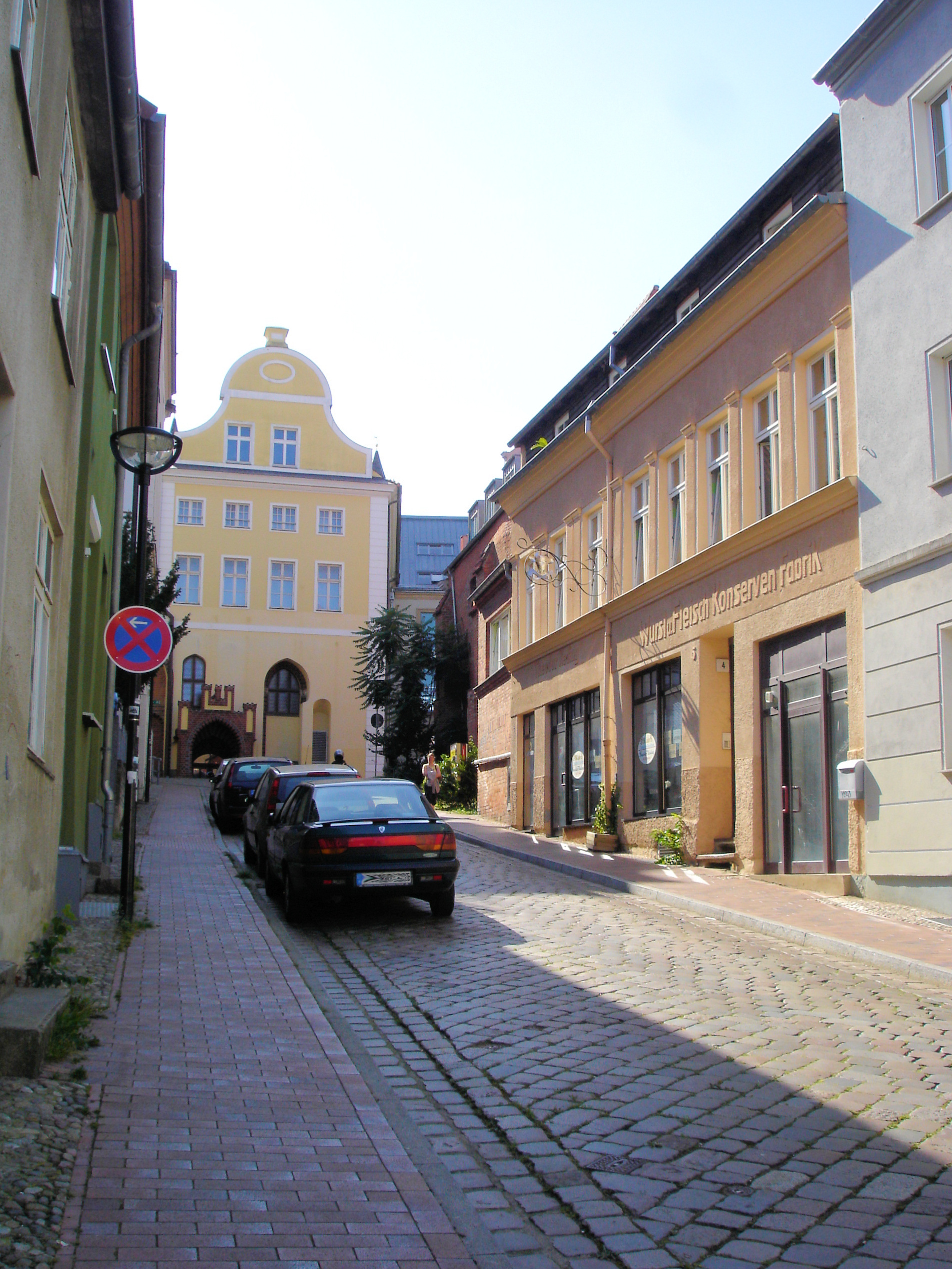
Große Scharrenstraße (im Hintergrund einer der rückwärtigen Giebel des Rathauses)

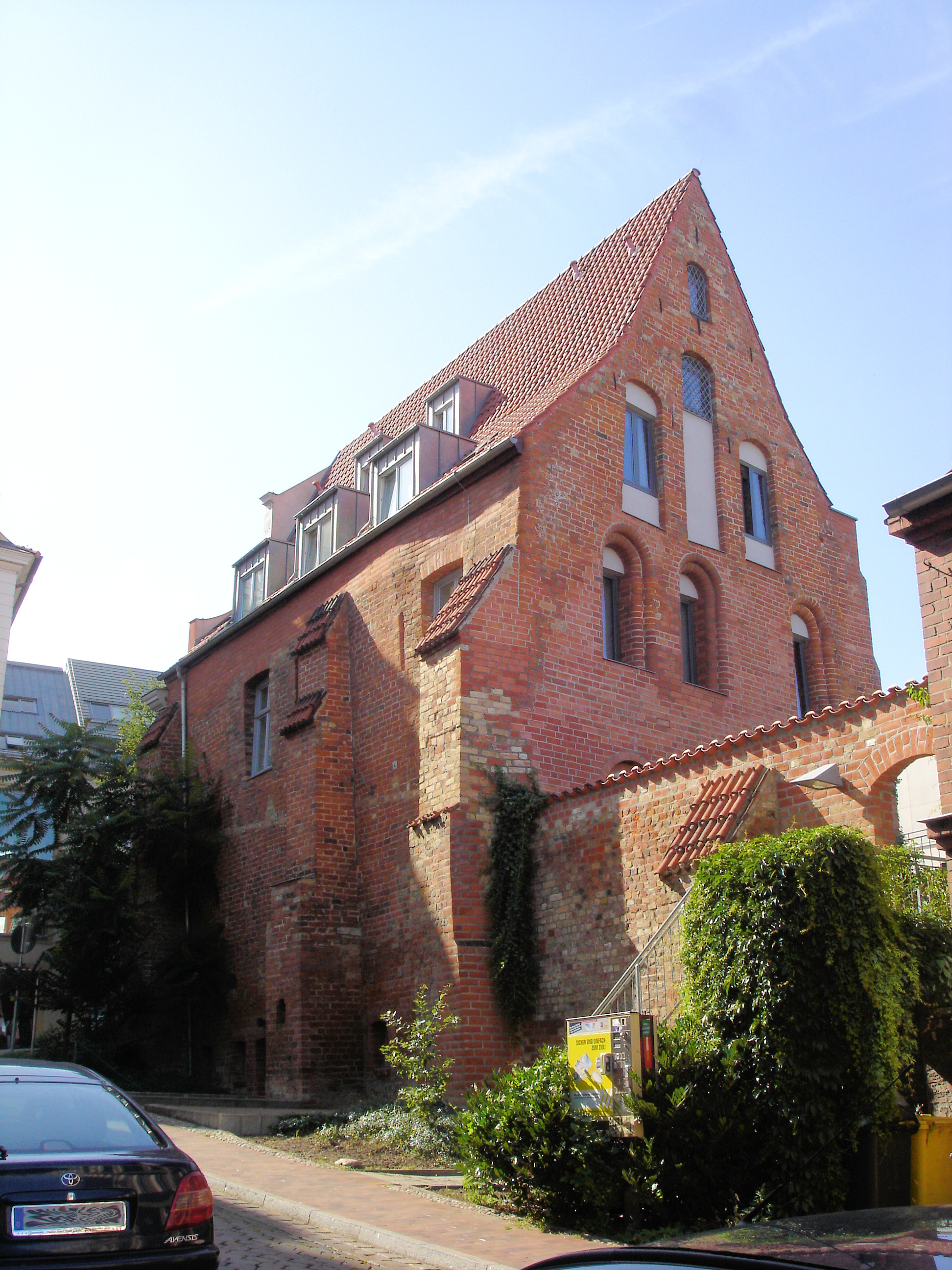
Ehemalige Gaststätte „Vater Rhein“

Die Große Scharrenstraße in Rostock ist eine Straße im historischen Stadtkern der Hansestadt.
Sie verläuft von der Kreuzung An der Hege / Hinter dem Rathaus bis zur Kreuzung mit der Kleinen Wasserstraße. Die Große Scharrenstraße, die sich hinter dem Rostocker Rathaus befindet, ist Teil der einstigen Rostocker Mittelstadt.
Durch einen gläsernen Durchgang beim nördlichen Rathausanbau ist die Große Scharrenstraße mit dem Neuen Markt verbunden. Sie ist eine der einst sieben sprichwörtlichen Straßen, die in den Neuen Markt einmündeten.
Die Große Scharrenstraße wurde im Jahre 1259 als platea macellae („Straße der Fleischverkaufsstände“) zum ersten Mal erwähnt. Tatsächlich wurden vom Mittelalter bis zum Anfang des 20. Jahrhunderts in dieser Straße Fleisch verkauft. Das Wort Scharren stammt aus dem Niederdeutschen und bedeutet in etwa Tisch oder Bank. Die ursprüngliche deutsche Bezeichnung dieser Straße war Bei den Fleischscharren der Mittelstadt. Als sich die Bezeichnung Scharrenstraße durchsetzte, ergänzte man den Namen um das Wort „groß“, um die Große Scharrenstraße von der Straße Beim Alten Scharren, die heute Am Bliesathsberg heißt, abzugrenzen. Dort befanden sich die Fleischscharren der Altstadt, während die der Neustadt an der Südostecke der Breiten Straße lagen.
Anfang des 20. Jahrhunderts wurden die Fleischscharren abgerissen. In den Bombennächten Ende April 1942 nahm die Große Scharrenstraße schweren Schaden. Das einzige historische Gebäude in der heutigen Großen Scharrenstraße ist ein Bürgerhaus aus dem 13. Jahrhundert, das seinen verputzten Giebel zwar der Straße An der Hege zuwendet, an dem man aber am rückwärtigen Giebel und der seitlichen Front das wahre Alter des Hauses erkennen kann. Es gilt als einer der ältesten Profanbauten der Stadt.
Von der Großen Scharrenstraße hat man einen Blick auf die Senke in Richtung zur ehemaligen Grube, der heutigen Grubenstraße.